# Qiryat Bialik
Qiryat Bialik (hebreiska: קרית ביאליק) är en ort i Israel.   Den ligger i distriktet Haifa, i den norra delen av landet. Qiryat Bialik ligger 12 meter över havet och antalet invånare är 36 551.
Terrängen runt Qiryat Bialik är platt åt nordost, men åt sydväst är den kuperad. Havet är nära Qiryat Bialik åt nordväst.Runt Qiryat Bialik är det tätbefolkat, med 636 invånare per kvadratkilometer. Närmaste större samhälle är Haifa, 9,1 km väster om Qiryat Bialik. Trakten runt Qiryat Bialik består till största delen av jordbruksmark.